# ایستگاه دامپروری بز کرکی
ایستگاه دامپروری بز کرکی یک منطقهٔ مسکونی در ایران است که در دهستان بزنجان واقع شده‌است. ایستگاه دامپروری بز کرکی ۳۶ نفر جمعیت دارد.